# 소양 나들목
소양 나들목(Soyang IC)은 전북특별자치도 완주군 소양면 죽절리와 황운리에 걸쳐 설치된 새만금포항고속도로지선의 3번 교차로다. 국도 제26호선과 입체교차로를 이루고 있다. 나들목 명칭은 완주군 소양면에서 따온 것으로, 소양호와는 관계없다. 완주군 소양면 및 전주시 덕진구 인후동으로 진출할 수 있으며, 나들목과 인후동 사이에는 동전주 나들목 진입로가 있다. 영남권에서 전주시로 진입할 때 주로 이용되는 나들목이다.

## 연혁
- 2007년 12월 13일 : 익산포항고속도로 익산 ~ 장수 구간 개통과 함께 영업 개시[1]

## 구조물 정보
- 위치: 전북특별자치도 완주군 소양면 죽절리, 황운리
- 영업소: 전북특별자치도 완주군 소양면 익산장수고속도로 18

## 접속하는 도로
- 국도 제26호선 (전진로)

## 교통량 정보
| 요금소        | 통행량 (대/일) | 통행량 (대/일) | 통행량 (대/일) | 통행량 (대/일) | 통행량 (대/일) | 통행량 (대/일) | 통행량 (대/일) | 통행량 (대/일) | 통행량 (대/일) | 통행량 (대/일) | 각주  |
| 요금소        | 2004년         | 2005년         | 2006년         | 2007년         | 2008년         | 2009년         | 2010년         | 2011년         | 2012년         | 2013년         | 각주  |
| ------------- | -------------- | -------------- | -------------- | -------------- | -------------- | -------------- | -------------- | -------------- | -------------- | -------------- | ----- |
| 소양 (폐쇄식) | 미개통         | 미개통         | 미개통         | 2,058          | 2,107          | 2,422          | 2,650          | 2,673          | 2,678          | 2,825          | [ 2 ] |
| 요금소        | 2014년         | 2015년         | 2016년         | 2017년         | 2018년         | 2019년         |                |                |                |                | [ 2 ] |
| 소양 (폐쇄식) | 2,981          | 3,222          | 3,428          | 3,482          | 3,368          | 3,405          |                |                |                |                | [ 2 ] |

## 사진

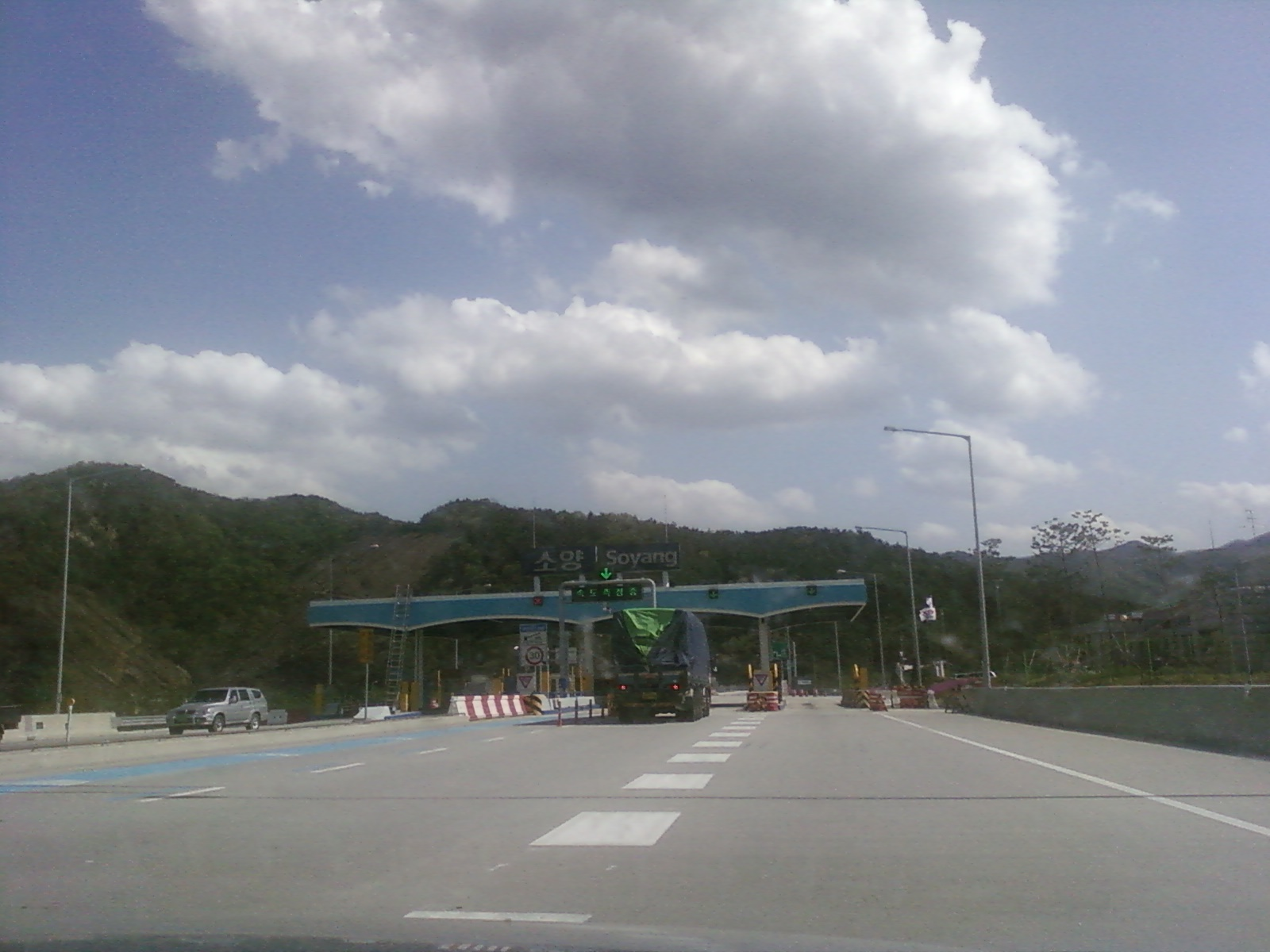
소양 나들목 (진출 방향)
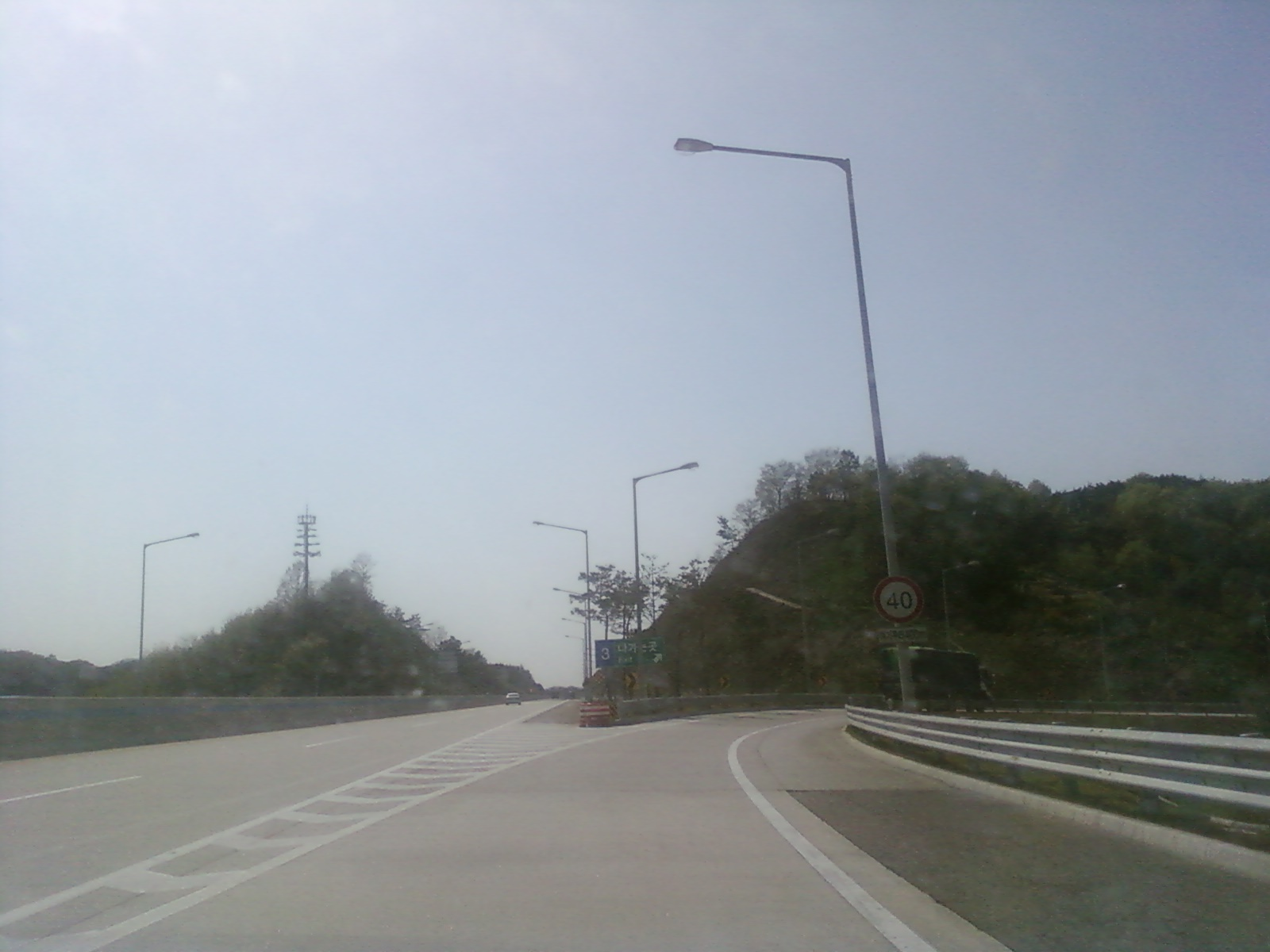
소양 나들목 진출로 (익산 방향)